# هایک اجاقیان
هایک اُجاقیان (به ارمنی: Հայկ Օջաղեան) طراح پوستر فیلم (دیوارکوب) و پلاکارد ارمنی‌تبار اهل ایران بود.

## زندگی‌نامه
در سال ۱۹۱۷ میلادی (۱۲۹۶ خورشیدی) در کراسنودار، روسیه به دنیا آمد در ۱۹۲۷ (۱۳۰۶) به ایران مهاجرت کرد نقاشی را نزد خود آموخت و از جوانی به کار خطاطی و نجاری پرداخت. از ۱۹۴۰ (۱۳۱۹) با نقاشی پلاکاردی برای فیلم کینگ کنگ وارد عرصه سینما شد. اجاقیان پیش از طراحی پلاکاردهای سینمایی، سال‌ها به تابلونویسی مشغول بود. در زمرهٔ نخستین طراحانی بود که بر پرده‌های بزرگ با رنگ روغن نقاشی می‌کرد. در ابتدای فعالیت‌هایش بیش با سینماهای ایران و مایاک همکاری داشت. نخستین پوستر فیلم (دیوارکوبی) که برای فیلم‌های ایرانی فراهم آورد برای فیلم طوفان زندگی در سال ۱۹۴۸ (۱۳۲۷) بود. در ۱۹۶۹ (۱۳۴۸) کار سینما را رها کرد و صرفاً به نقاشی تابلوهای منظره پرداخت. هایک اُجاقیان در سال ۱۹۸۲ میلادی (۱۳۶۱ خورشیدی) در سن ۶۵ سالگی درگذشت.

## گزیده فیلم‌شناسی
- طوفان زندگی (علی‌اصغر دریابیگی ۱۳۲۷)
- مادر (اسماعیل کوشان ۱۳۳۱)
- ولگرد (مهدی رئیس فیروز ۱۳۳۱)
- بازگشت (ساموئل خاچیکیان ۱۳۳۲)
- مشهدی عباد (صمد صباحی ۱۳۳۲)
- شبهای تهران (سیامک یاسمی ۱۳۳۲)
- ماجرای زندگی (نصرت‌الله محتشم ۱۳۳۳)
- آخرین شب (حسین دانشور ۱۳۳۴)
- خورشید می‌درخشد (سردار ساگر ۱۳۳۵)
- بوسه مادر (عطاالله زاهد ۱۳۳۵)
- زندگی شیرین است (مجید محسنی ۱۳۳۵)
- هفده روز به اعدام (هوشنگ کاووسی ۱۳۳۵)
- شب‌نشینی در جهنم (موشق سروری ۱۳۳۵)
- طلسم شکسته (سیامک یاسمی ۱۳۳۷)
- لات جوانمرد (مجید محسنی ۱۳۳۷)
- قاصد بهشت (ساموئل خاچیکیان ۱۳۳۷)
- عروس فراری (اسماعیل کوشان ۱۳۳۷)
- آقا جنی شده (امین امینی ۱۳۳۸)
- چشمه آب حیات (سیامک یاسمی ۱۳۳۸)
- بی ستاره‌ها (خسرو پرویزی ۱۳۳۸)
- آخرین هوس (مهدی امیرقاسم خانی ۱۳۳۹)
- بیم و امید (گرجی عبادیا ۱۳۳۹)
- عمو نوروز (سیامک یاسمی ۱۳۴۰)
- علی واکسی (سردار ساگر ۱۳۴۰)
- مردها و جاده‌ها (ناصر ملک‌مطیعی ۱۳۴۲)
- شیرمرد (ابراهیم باقری ۱۳۴۴)
- عشق و انتقام (محمد علی فردین ۱۳۴۴)
- دنیای پول (قدرت‌الله احسانی ۱۳۴۴)
- سالار مردان (نظام فاطمی ۱۳۴۷)